# Scrophularia farinosa
Scrophularia farinosa är en flenörtsväxtart som beskrevs av Pierre Edmond Boissier. Scrophularia farinosa ingår i släktet flenörter, och familjen flenörtsväxter. Inga underarter finns listade i Catalogue of Life.